# Історія освоєння мінеральних ресурсів Кореї
Історія освоєння мінеральних ресурсів Кореї
Згідно з письмовими джерелами на території Кореї (середньовічна держава Силла) в VI–IX ст. видобували мідні і залізні руди. В період держави Корьо (Х–XII ст.) розвивається видобуток золота, срібла, заліза, а також розповсюджується випарювання солі в котлах. З монгольським нашестям гірничі галузі занепадають і лише в XV ст. відновлюється примітивна розробка солі та залізної руди під державним контролем. Цікавим історичним фактом є повна заборона видобутку золота й срібла в 1422 р. (східна спроба консервації товарно-грошових і суспільних відносин).
З причин військової необхідності в середині XVII ст. знов під контролем влади до видобутку руд допускають приватних підприємців, отримуючи сплату податків у вигляді частини видобутку. Приміром, повіт Танчхон сплачував податки тільки сріблом, а більшість повітів — свинцем для куль. В XVIII ст. значно зростає видобуток міді (провінції Хванхе, Канвон і Чхунчхон). В цей час казенна повинність з видобутку залізних руд замінюється на приватні підприємства. Вперше за три століття дозволяють видобувати золото (провінція Пхьонан, острів Канхвадо). На деяких копальнях XVIII ст. працювало по кілька сотень осіб, глибина розробки сягала 300 м.
У XIX ст. продовжувалось протистояння державної (протекціоністської) і приватної форм гірничих підприємств, з помітним поширенням останньої. Проникнення японського, англійського та американського капіталу створило умови для зростання видобутку руд, концентрації робочої сили (до 800–1000 осіб на рудник). експорт кольорових та дорогоцінних металів сягав 20 % експорту країни.
Колоніальне володарювання Японії (1910–1945 рр.) було спрямоване на створення в Кореї потужного військово-промислового комплексу. Інвестиції в гірничу галузь зросли з 1930 р. по 1940 р. в 13,5 разів. Разом з розвитком рудників створюється потужна вугільна промисловість (в 1944 р. видобуто близько 8 млн т вугілля).
У другій половині XX ст. поділена навпіл країна зберігала потужний гірничий потенціал, забезпечувала сировиною одну з найефективніших економік Азії (Південна Корея).
Надра КНДР (Північна Корея) багаті на вугілля, руди чорних, кольорових, рідкісних і благородних металів, а також неметалічну сировину. Гірнича промисловість — одна з провідних галузей економіки КНДР. Забезпеченість народного господарства мінеральною сировиною — понад 75 %. Експортуються антрацит, залізна руда, кольорові і благородні метали, барит, графіт, тальк, магнезитовий клінкер, воластоніт, молібденові концентрати і каолін. Імпортуються нафта та нафтопродукти, кокс. Протягом 2-ї половини XX ст. розвиток отримали переробні галузі.
Надра Південної Кореї багаті на вугілля, залізні, манганові, мідні, свинцево-цинкові, вольфрамові, молібденові руди, неметалічні корисні копалини та нерудні будівельні матеріали. Основу гірничої промисловості країни в кінці XX ст. складала паливно-енергетична галузь та видобуток неметалічних корисних копалин. На рудну галузь припадає 10 % вартості продукції гірничої промисловості. В кінці 2000 р. в країні загалом працювало 552 основних рудників: 11 — вугільних; 27 — металічних і 514 — неметалічних. З останніх: 169 — каолінові; 141 — вапнякові, 62 — кварцові підприємства. У 2001 р. загальний видобуток мінеральної сировини в країні склав $1162 млн, включаючи $324 млн металічних руд (28 %), $636 млн неметалічних корисних копалин (55 %) і $202 млн вугілля (17 %). У паливній промисловості домінує вугільна. Гірничорудна галузь представлена переважно видобутком вольфрамових, залізних, мідних, марганцевих, молібденових, свинцево-цинкових руд, золота і срібла. Добувають також графіт, каолін, пірофіліт, тальк, флюорит, польові шпати, інші неметалічні корисні копалини. Південна Корея залежить від імпорту 20 видів мінеральної сировини, зокрема бокситів, залізної і нікелевої руди. Експортуються вольфрам, молібден, тальк, каолін, графіт.
Підготовку кадрів гірничо-геологічного профілю здійснюють в Північній Кореї — в Університеті ім. Кім Ір Сена і в Політехнічному інституті в Пхеньяні; в Південній Кореї — в Сеульському, Пусанському й Чонбукському університетах.